# داحساوات
الداحساوات (الاسم العلمي: Paronychioideae) هي أسرة من النباتات تتبع الفصيلة القرنفلية من رتبة القرنفليات.

## قبائل الداحساوات
- الداحساوية
  - الداحسية
- السرغيناوية
  - السرغين
  - اليقطوم